# Sandrine Aubert
Sandrine Aubert (Échirolles, 6 oktober 1982) is een Frans voormalig alpineskiester, die gespecialiseerd was in de slalom en de supercombinatie.

## Carrière
Aubert maakte haar Europacupdebuut in december 1998. Het duurde meerdere jaren voordat ze haar internationale doorbraak kon verwezenlijken. Op 29 november 2003 maakte ze uiteindelijk haar wereldbekerdebuut. Pas op 4 maart 2006 pakte ze haar eerste wereldbekerpunten, toen ze 27ste werd op de supercombinatie in Kvitfjell.
In de Europacup kon Aubert in het seizoen 2005-2006 de uiteindelijke overwinning op de slalom vieren. In 2007 werd ze nationaal kampioen en nam ze deel aan haar eerste wereldkampioenschap.
Bij de wereldkampioenschappen van 2009 lag Aubert na de eerste serie van de slalom verrassend op de derde plaats, echter in de tweede serie maakte ze een grove fout waardoor ze uiteindelijk buiten de top-20 eindigde. Op 7 maart 2009 behaalde Aubert op de slalom in het Duitse Ofterschwang haar eerste wereldbekerzege. Nog geen week later won ze ook de slalom in het Zweedse Åre.
Tijdens het wereldbekerseizoen 2009-2010 eindigde Aubert 4e in de eindstand van de wereldbeker slalom. Deze prestatie werd mede mogelijk gemaakt door overwinningen in de manches van Åre en Zagreb. Ze nam ook een eerste keer deel aan de Olympische Winterspelen. In Vancouver behaalde ze een vijfde plaats op de olympische slalom.
Op 2 februari 2014 kondigde Aubert haar afscheid van de topsport aan.

## Resultaten

### Titels
Frans kampioene slalom - 2007

### Olympische Spelen
| Jaar | Plaats    | Resultaten                    |
| ---- | --------- | ----------------------------- |
| 2010 | Vancouver | 5e Slalom 20e Supercombinatie |

### Wereldkampioenschappen
| Jaar | Plaats      | Resultaten                     |
| ---- | ----------- | ------------------------------ |
| 2007 | Åre         | 18e Slalom 23e Supercombinatie |
| 2009 | Val d'Isère | 9e Supercombinatie 26e Slalom  |
| 2011 | Garmisch-P. | 25e Slalom                     |
| 2013 | Schladming  | 20e Slalom                     |

### Wereldbeker

#### Eindklasseringen
| Seizoen   | Algm | AD  | SL  | SC  |
| --------- | ---- | --- | --- | --- |
| 2005/2006 | 97e  | -   | 40e | -   |
| 2006/2007 | 81e  | -   | 28e | -   |
| 2007/2008 | 34e  | 52e | 20e | -   |
| 2008/2009 | 19e  | -   | 5e  | -   |
| 2009/2010 | 14e  | -   | 4e  | 18e |
| 2010/2011 | 62e  | -   | 21e | 38e |
| 2011/2012 | 79e  | -   | 33e | -   |
| 2012/2013 | 81e  | -   | 36e | -   |

#### Wereldbekerzeges
| Datum            | Plaats       | Onderdeel |
| ---------------- | ------------ | --------- |
| 7 maart 2009     | Ofterschwang | Slalom    |
| 13 maart 2009    | Åre          | Slalom    |
| 13 december 2009 | Åre          | Slalom    |
| 3 januari 2010   | Zagreb       | Slalom    |